# Szurlin
Szurlin (arab. شورلين) – wieś w Syrii, w muhafazie Idlib. W 2004 roku liczyła 650 mieszkańców.